# Benedetto Vadi di Fossombrone
Benedetto Vadi (Fossombrone, XV secolo – XVI secolo) è stato un giurista italiano.

## Biografia
Benedetto Vadi di Fossombrone, vissuto tra il XV e il XVI secolo, fu giureconsulto dei duchi d'Urbino dal 1480 al 1516 sotto Guidobaldo da Montefeltro e successivamente sotto Francesco Maria I della Rovere.
Secondo il suo titolo, si dedicò alla compilazione di epitomi e riassunti delle opere giuridiche del passato e all'insegnamento del diritto. In particolare si devono a Benedetto Vadi le aggiunte sul trattato Actionibus di Giasone del Maino 1523.

## Opere con epitomi di Benedetto Vadi
- Del Maino, Giasone

De actionibus onnibus, titulus Institutionum Iustiniani, diligenter emendata... cum lucullentissimis Addiditionibus non solum ispius autoris verumetiam celeberrimi viri ; Benedicti de Vadis...cum summariis. - Lugduni : execudebat Martinus Lescuyer, 1540. - 114 p. 1v ; fol.
Localizzazione: Biblioteca capitolare. Pescia
- Del Maino, Giasone

De actionibus, Lectura preclarissima ac omnibus iuris...Termini Actionum omnium, cum arbore elegantissima, luculentissima que ivisdem declaratione.... - Lugduni : execudebat Martinus Lescuyer, 1540. - 1v : ill. ; fol.
Localizzazione: Biblioteca capitolare. Pescia
- Socini, Bartolomeo

Fallen. Socini. regulae cum suis ampliationibus, & fallentijs è toto iure delecta / per perspicacissimum utriusque iuris doctorem do. Bartholomaeum Socinum senensem ; à do. Benedicto Vado Forosempro, iampridem adauctae, & correctae, nuperrimeque & denuo emendatae, atque frequentibus (quibus scatebant) erroribus expurgatae. Tractatus permutationum Federici senen. R.l. apertissimi C. de iudic. utilissime ad iudiciarias actiones. - Lvgduni : apud Nicolaum Petit, 1540 (excudebat Lugduni : Petrus Luceius Princeps expensis Nicolai Parvi 1540). - [16], 184 c. : front. r.n. ; 8° (17 cm.)
[m. tipogr. = n.n.]
Localizzazione: Biblioteca civica Stefano Giampaoli. Massa
- Bartolo da Sassoferrato

Super Authenticis, & Institut. / Bartolus a Saxoferrato ; cum adnotationibus Benedicti Vadi, Alexandri Losei, Henrici Ferendat, aliorumque eruditorum ; in caeteris quoque qualis porrò fuerit nostra diligentia, in secunda pagina primi vol Digesti veteris demonstratum est. - Post omnes omnium editiones ... - Venetiis : apud Iuntas, 1570. - 100 c. ; fol.
EI.2 591. - Segn.: A-M8, N4. - Front. a caratteri rossi e neri. - Rilegatura in pergamena di 43x29x5 cm. - Legato con: Repertorium locupletissimum in omnes Bartoli a Saxoferrato Lecturas. Nel r. della prima c. di guardia originale collocazione ms. (Sec. XX): "sala di lettura / H / I palch / 3". - Restaurato con il contributo della Regione Toscana (1989)
Localizzazione: Biblioteca comunale Chelliana. Grosseto
- Accolti, Francesco

Aurea commentaria in secundam Digesti veteris partem / Francisci de Accoltis aretini ; cum adnotationibus Benedicti de vadis forosemproniensis. - Nuper summo studio castigata: nunc in lucem emittuntur. - Lugduni : Joannes Moylin alias de Cambray, 1538. - 56 : . ; (Fol) 43 cm
Il nome dell'A. precede il tit. Nel front. marca tipografica di Iacobus Giunta
Localizzazione: Biblioteca comunale degli Intronati. Siena
- Accolti, Francesco

Commentaria in primam & secundam partem Infortia. / Francisci de Accoltis ; una cum apostillis Nicolai Superantij & Benedicti Vadi. - Lugduni : Joannes Moylin alias de Cambray, 1538. - 247 c. ; (Fol) 43 cm
Il nome dell'A. precede il tit. Nel front. marca tipografica di Iacobus Giunta
Localizzazione: Biblioteca comunale degli Intronati. Siena
- Accolti, Francesco

In primam & secundam partem Codicis Commentaria / Francisci de Accoltis aretini ; nuper in lucem edita una cum apostillis Benedicti Vadi. - Lugduni : Joannes Moylin alias de Cambray, 1538. - 103 c. ; (Fol) 43 cm
Il nome dell'A. precede il tit. Nel front. marca tipografica di Iacobus Giunta
Localizzazione: Biblioteca comunale degli Intronati. Siena
- Accolti, Francesco

Super prima et secunda Digesti novi. Commentaria in primam & secundam ff. novi partem / Franciscus Aretinus ; cum apostillis Nicolai Superantij, & Benedicti Vadi. - [Lugduni : Ioannes Moylin alias de Cambray], 1538. - 172 c. ; (Fol) 43 cm
Il nome dell'A. precede il tit. Nel front. marca tipografica di Iacobus Giunta
Localizzazione: Biblioteca comunale degli Intronati.Siena 
- Del Maino, Giasone

De actionibus, titulus Institutionum Iustiniani, tertiam iuris civilis partem continens / commentarijs d. Iasonis Mayni ... ; eiusdemque additionibus & apostillis d. Benedicti de Vadis ... & a d. Antonio Carcassona ... auctis, illustratus ... - Venetiis : [Gaspare Bindoni], 1582. - 1v ; fol.
Per il nome del tip. cfr.: Zappella, fig. 99. - Precedente segnatura: D.81. Timbro: SP
Localizzazione: Biblioteca comunale Forteguerriana. Pistoia
- Dino del Mugello

Consilia seu mavis responsa / excellentissimi iurisconsulti Dini Muxellani ... ; Benedicti a Vadis adnotationibus illustrata, nunc demum singulari fise & studio castigata ... - Venetijs : apud Altobellum Salicatium, 1574. - 1v ; 8°
Sapori I, n.1060; Selvatico n. 249. - Legato con: Consilia / do. Nicolai Boerii (Venetiis, 1574)
Localizzazione: Biblioteca comunale Forteguerriana. Pistoia 
- Felino Maria Sandeo

Commentaria Felini Sandei ... In V. lib. Decretalium utilissima, pars prima [-tertia]. Doctissimorum virorum, Benedicti a Vadis, Philippi Simonetae, Ioannis de Gradibus, atque Brunori a Sole novis hoc signo * notatis adnotationibus, rerumque summis illustrata, ac integritati suae restituta. Una cum tractatibus eiusdem Felini ... - Venetiis : apud Iacobum Picaiam excudebatur, 1570. - 4v. ; fol.
Vol. 1: Pars prima. - 1570. - [6] c., 1260 col., [1] c. - Segn.: *6 A-Z8 Aa-Qq8 Rr4 (Rr4 bianca). - Vol. 2: Pars secunda. - 1570. - 1060 col. - Segn.: A-Z8 AA-KK8. - Vol. 3: Pars tertia. - 1570 (1569). - 1184 col., [2] c. - Segn.: a-z8 aa-nn8 oo10 (oo10 bianca). - Colophon: Venetiis. Apud Iacobum Picaiam. MDLXIX. - Vol. 4: Index. - 1570. - 696 col. - Segn.: A-Q8 R4 S-X8 Y10. - I 4 vol. sono leg. in 2. Sul front. del vol. 1 timbro ad inchiostro
Localizzazione: Biblioteca comunale Forteguerriana. Pistoia
- Felino Maria Sandeo

Commentariorum Felini Sandei Ferrariensis in Decretalium libros V. pars prima[-tertia] / doctissimorum virorum, Benedicti a Vadis, Philippi Simonetae, Ioannis de Gradibus, atq. Brunori à Sole ... adnotationibus, rerumq. summis illustrata ... ; una cum tractatibus eiusdem Felini ... - Venetiis : apud Societatem Aquilae renovantis, 1584. - 3v. ; fol. + indice
Tit. dell'Indice, legato con la pars secunda: Repertorium rerum et verborum memorabilium in locupletissimos Felini Sandei commentarios ad quinque libros Decretalium. - Precedente segnatura: F.54-56. Timbro: SP
Localizzazione: Biblioteca comunale Forteguerriana. Pistoia
- Paride Del Pozzo

Paris de Puteo : De syndicatu ... Paridis de Puteo Neapolit. in materiam syndicatus omnium officialium / tractatus legalis disciplinae cultoribus perquam utilis ... cum apostillis d. Benedicti Vadi Forosemproniensis in margine appositis ... Accesserunt etiam huic operi Varia summaria numeris distincta principales materias paucis explicantia. - Venetiis : apud Cominum de Tridino Montisferrati, 1556. - 2 v. ; 8° (15 cm)
Marca su tutti i front
Localizzazione: Biblioteca dei Domenicani. Pistoia
- Accolti, Francesco

Francisci Aretini De Accoltis Commentaria in Primam & Secundam Infortiati partem, cum additionibus D. Nicolai Superantii & Benedicti de Vadis Forosemproniensis, ac Summariis D. Lucii Pauli Rhoselli, denuo summo studio castigata. - Lugduni : [s.n.], 1550. - 278 c. ; fol. (44 cm.)
Segn.: a-z8, A-L8 M6. - Iniz. inc. - Rom., cors
Localizzazione: Biblioteca Guarnacci. Volterra
- Lanfranco da Oriano

Practica La[n]franci de Uriano. Aurea & excelle[n]s iudicibus advocatijs, notarijs ... necessaria iudiciaria practica Iuris utriusq[ue] luminis .... / La[n]fra[n]ci Oriano Brixiani cu[m] apostillis clarissimorum virorum... Benedicti Vadi Forosemproniensis & Celsi Hugonis Bissuti Cabillon[ensis] ... aliasque q[uo]tquot Bartholomeus Cepola et post eu[m] Thomas Ferretius Brixiensis scripsere propellet ... Indice alphabetico ... - Veneu[n]t Lugd. : apud Jacobu[m] Giu[n]cti, 1539. - [12] c., Fo. cxi, [1] c. ; 8° (19 cm.)
Segn.: 2A8 2B4, A-O8. - Front. inc. stampato in rosso e nero. - Al front. vignetta. - Iniz. inc. - Got. - Marca tipogr. in fine (Due leoni rampanti reggono uno scudo con le iniz. IF)
Localizzazione: Biblioteca Guarnacci. Volterra.
- Sandeo, Felino Maria

Commentariorum / Felini Sandei Ferrariensis in decretalium libros V. Pars prima [-tertia] doctissimorum virorum Benedicti a Vadis, Philippi Simonetae, Ioannis de Gradibus, atq[ue] Brunori a Sole ... Una cum tractatibus eius de M. Felini & rerum ac sententiarum hoc opere praecipue memorabilium Indice ... - Venetiis : [Sub signo aquilae renouantis], 1574-1575 (Venetiis : apud Gasparem Bindonum, 1575). - 4 vol. in 3 tomi ; fol. (38 cm.)
Fregi e iniz. inc. - Rom., cors. - Marca tipogr. ai front. non censita in Zappella e Vaccaro (Aquila su una roccia con il motto: Renovabitur ut aquilae iuventus tua)
Localizzazione: Biblioteca Guarnacci. Volterra
- Accolti, Francesco

Aurea commentaria in secundam Digesti veteris partem / Francisci de Accoltis aretini ; cum adnotationibus Benedicti de Vadis forosemproniensis. - Nuper summo studio castigata: nunc in lucem emittuntur. - Lugduni : Joannes Moylin alias de Cambray, 1538. - 56 : . ; (Fol) 43 cm
Il nome dell'A. precede il tit. Nel front. marca tipografica di Iacobus Giunta
Localizzazione: Biblioteca comunale degli Intronati. Siena
- Accolti, Francesco

Commentaria in primam & secundam partem Infortia. / Francisci de Accoltis ; una cum apostillis Nicolai Superantij & Benedicti Vadi. - Lugduni : Joannes Moylin alias de Cambray, 1538. - 247 c. ; (Fol) 43 cm
Il nome dell'A. precede il tit. Nel front. marca tipografica di Iacobus Giunta
Localizzazione: Biblioteca comunale degli Intronati. Siena
- Accolti, Francesco

In primam & secundam partem Codicis Commentaria / Francisci de Accoltis aretini ; nuper in lucem edita una cum apostillis Benedicti Vadi. - Lugduni : Joannes Moylin alias de Cambray, 1538. - 103 c. ; (Fol) 43 cm
Il nome dell'A. precede il tit. Nel front. marca tipografica di Iacobus Giunta
Localizzazione: Biblioteca comunale degli Intronati. Siena
- Accolti, Francesco

Super prima et secunda Digesti novi. Commentaria in primam & secundam ff. novi partem / Franciscus Aretinus ; cum apostillis Nicolai Superantij, & Benedicti Vadi. - [Lugduni : Ioannes Moylin alias de Cambray], 1538. - 172 c. ; (Fol) 43 cm
Il nome dell'A. precede il tit. Nel front. marca tipografica di Iacobus Giunta
Localizzazione: Biblioteca comunale degli Intronati. Siena
- Dino del Mugello

Consilia seu mavis responsa / excellentissimi iurisconsulti Dini Muxellani ... ; Benedicti a Vadis adnotationibus illustrata, nunc demum singulari fise & studio castigata ... - Venetijs : apud Altobellum Salicatium, 1574. - 1v ; 8°
Sapori I, n.1060; Selvatico n. 249. - Legato con: Consilia / do. Nicolai Boerii (Venetiis, 1574)
Localizzazione: Biblioteca comunale Forteguerriana. Pistoia
- Del Pozzo, Paride

Paris de Puteo : De syndicatu ... Paridis de Puteo Neapolit. in materiam syndicatus omnium officialium / tractatus legalis disciplinae cultoribus perquam utilis ... cum apostillis d. Benedicti Vadi Forosemproniensis in margine appositis ... Accesserunt etiam huic operi Varia summaria numeris distincta principales materias paucis explicantia. - Venetiis : apud Cominum de Tridino Montisferrati, 1556. - 2 v. ; 8° (15 cm)
Marca su tutti i front
Localizzazione: Biblioteca dei Domenicani. Pistoia 
- Accolti, Francesco

Francisci Aretini De Accoltis Commentaria in Primam & Secundam Infortiati partem, cum additionibus D. Nicolai Superantii & Benedicti de Vadis Forosemproniensis, ac Summariis D. Lucii Pauli Rhoselli, denuo summo studio castigata. - Lugduni : [s.n.], 1550. - 278 c. ; fol. (44 cm.)
Segn.: a-z8, A-L8 M6. - Iniz. inc. - Rom., cors
Localizzazione: Biblioteca Guarnacci. Volterra 
- Lanfranco da Oriano

Practica La[n]franci de Uriano. Aurea & excelle[n]s iudicibus advocatijs, notarijs ... necessaria iudiciaria practica Iuris utriusq[ue] luminis .... / La[n]fra[n]ci Oriano Brixiani cu[m] apostillis clarissimorum virorum ... Benedicti Vadi Forosemproniensis & Celsi Hugonis Bissuti Cabillon[ensis] ... aliasque q[uo]tquot Bartholomeus Cepola et post eu[m] Thomas Ferretius Brixiensis scripsere propellet ... Indice alphabetico ... - Veneu[n]t Lugd. : apud Jacobu[m] Giu[n]cti, 1539. - [12] c., Fo. cxi, [1] c. ; 8° (19 cm.)
Segn.: 2A8 2B4, A-O8. - Front. inc. stampato in rosso e nero. - Al front. vignetta. - Iniz. inc. - Got. - Marca tipogr. in fine (Due leoni rampanti reggono uno scudo con le iniz. IF)
Localizzazione: Biblioteca Guarnacci. Volterra
- Sandeo, Felino Maria

Commentariorum / Felini Sandei Ferrariensis in decretalium libros V. Pars prima [-tertia] doctissimorum virorum Benedicti a Vadis, Philippi Simonetae, Ioannis de Gradibus, atq[ue] Brunori a Sole ... Una cum tractatibus eius de M. Felini & rerum ac sententiarum hoc opere praecipue memorabilium Indice ... - Venetiis : [Sub signo aquilae renouantis], 1574-1575 (Venetiis : apud Gasparem Bindonum, 1575). - 4 vol. in 3 tomi ; fol. (38 cm.)
Fregi e iniz. inc. - Rom., cors. - Marca tipogr. ai front. non censita in Zappella e Vaccaro (Aquila su una roccia con il motto: Renovabitur ut aquilae iuventus tua)
Localizzazione: Biblioteca Guarnacci. Volterra